# Bubbletea
Bubbletea – singiel polskiego rapera Quebonafide promujący jego album Romantic Psycho, z gościnnym udziałem Darii Zawiałow, a wyprodukowany przez Duita. Wydawnictwo, w formie digital download ukazało się 1 kwietnia 2020 roku nakładem QueQuality.
Jest to jego pierwszy utwór, który zaczął być emitowany w rozgłośniach mainstreamowych. Jest to efekt wcześniejszego sukcesu mainstreamowego Darii Zawiałow, która pojawiła się gościnnie w tym utworze.

## Notowania

### Listy airplay
| Autor                           | Notowanie         | Najwyższa pozycja |
| ------------------------------- | ----------------- | ----------------- |
| Związek Producentów Audio-Video | AirPlay – Top     | 7                 |
| Związek Producentów Audio-Video | AirPlay – Nowości | 3                 |

### Listy przebojów
| Autor                     | Notowanie                          | Najwyższa pozycja |
| ------------------------- | ---------------------------------- | ----------------- |
| Radio Eska                | Gorąca 20                          | 1                 |
| Polskie Radio Program III | Lista przebojów Programu Trzeciego | 27                |
| RMF MAXXX                 | Hop Bęc                            | 1                 |
| RMF FM                    | Poplista                           | 1                 |
| Radio Poznań              | Lista przebojów                    | 4                 |
| Radio Szczecin            | Szczecińska lista przebojów        | 1                 |
| Radio ZET                 | Lista przebojów                    | 2                 |
| Weekend FM                | Hitport                            | 1                 |

## Certyfikaty
| Kraj          | Certyfikat       | Sprzedaż |
| ------------- | ---------------- | -------- |
| Polska (ZPAV) | diamentowa płyta | 250 000+ |